# Jaroslav Skála
Jaroslav Skála (Plzeň, 27 maggio 1954) è un ex cestista cecoslovacco.

## Carriera
Con la Cecoslovacchia ha disputato i Giochi olimpici di Mosca 1980, due edizioni dei Campionati mondiali (1974, 1982) e sei dei Campionati europei (1975, 1979, 1981, 1983, 1985, 1987).

## Palmarès
- Campionato cecoslovacco: 2

Slavia VŠ Praga: 1980-81, 1981-82